# 嚴惠媛
嚴惠媛（：／ Eon hye won，1991年9月8日—），韓国女子羽毛球运动员。她与張藝娜的組合，於2013年4月25日为最高世界羽联排名第五。在青年期，她曾与搭档金基正分别赢得亚青赛混双亚军（2008）以及世青赛混双季军（2008）。其后，与国家队姜志旭曾赢得亚锦赛混双季军（2012）。后来，与两位主力搭档張藝娜和申白喆赢得世锦赛女双亚军以及混双季军（2013）。在世界羽联团体赛方面，她曾入选国家队尤伯杯的主力成员，助韩国队赢得银牌（2012），亦是她在国际团体比赛最为出色的战绩。在州属运动会，曾助国家女队赢得东亚会铜牌（2009）。在世界运动会方面，曾与两位名将张艺娜和申白喆赢得世大运女双以及混双金牌（2011），亦是第26届本赛事双冠王得主。

## 簡歷

### 2008年 青年时期
2008年7月，嚴惠媛代表韩国参加马来西亚吉隆坡举办的亚洲青年羽毛球錦標賽，在率先进行的团体赛，助韩国队赢得混团亚军；而与搭档金基正的混双决赛以1比2（21-14、15-21、22-24）不敌中国的张楠/陆璐，赢得亚青赛混双亚军。同年10月，她再次代表韩国参加印度浦那举办的世界青年羽毛球錦標賽，在率先进行的团体赛，助韩国队赢得混团亚军；而与搭档金基正则赢得世青赛季军。

### 2010年 初期夺亚
2010年7月，嚴惠媛与搭档金荷娜出战加拿大羽毛球大獎賽，在女双準決賽以1比2（14-21、21-16、16-21）不敌德国强档的桑德拉·马里涅罗/比尔吉德·奥维泽尔。同年11月，她与分别与两位搭档金荷娜以及Choi Young-woo出战韓國羽毛球大獎賽，在女双决赛以1比2（16-21、21-18、19-21）不敌赛会2号种子、同胞的鄭景銀/柳晛榮，赢得亚军；而混双决赛以0比2（15-21、13-21）不敌赛会3号种子、队友的柳延星/金旼貞，赢得亚军。

### 2011年 世大运双金以及职业首冠
2011年8月，嚴惠媛代表韩国参加中国深圳举办的世界大學運動會，在进行的世界大學運動會羽毛球比賽个人项目，与两位搭档张艺娜和申白喆分别斩获了女双以及混双金牌，成为了本届世大运双冠王得主。同年9月，她与搭档高成炫出战中華台北羽毛球黃金大獎賽，在混双决赛以2比1（24-22、16-21、21-17）力克赛会头号种子、印尼强档的通托維·艾哈邁德/利利亞納·納西爾，赢得职业生涯首个国际冠军，这也是她首个黃金大獎賽混双冠军。同年11月，她与搭档張藝娜出战澳門羽毛球黃金大獎賽，在女双决赛因自己退赛，赢得亚军。同年12月，她分别与两位搭档張藝娜以及高成炫出战韓國羽毛球黃金大獎賽，在女双决赛以2比0（21-15、21-16）击败了赛会4号种子、新加坡强档的欣塔·穆利亚·萨里/姚蕾，助东道主实现了二连霸状举；而混双準決賽以0比2（12-21、13-21）不敌同胞的柳延星/張藝娜。

### 2012年 二度赢得女双冠军
2012年4月，嚴惠媛代表韩国参加中国山東省青岛市举办的亞洲羽毛球錦標賽，与搭档姜志旭在首圈以2比0（21-15、21-16）轻取印度的普拉纳·杰里·乔普拉/普拉加克塔·沙旺特；次圈，表现强势以2比0（21-11、21-14）横扫日本的平田典靖/前田美順；在八强经历了苦战以2比1（21-17、19-21、21-18）击败了赛会7号种子、印尼强档的穆罕默德·雷扎/戴比·苏珊托；在四强，以0比2（14-21、12-21）不敌赛会2号种子、中国的徐晨/马晋，最终与同胞的金沙朗/崔惠仁并列混双季军。同年6月，她与搭档高成炫出战印尼羽毛球首要超級賽，在混双準决赛以0比2（14-21、15-21）不敌泰国强档的戍革·普拉帕卡莫/莎拉丽·桑松卡姆。同年9月，她分别与两位搭档張藝娜/金沙朗出战印尼羽毛球黃金大獎賽，在女双决赛以1比2（12-21、21-12、13-21）不敌赛会头号种子、日本强档的松友美佐紀/高橋禮華，赢得亚军；而混双準决赛以0比2（12-21、12-21）不敌赛会2号种子、印尼强档的穆罕默德·雷扎/戴比·苏珊托。同年10月，她与搭档申白喆出战法國羽毛球超級賽，在混双準决赛以0比2（13-21、19-21）不敌中国的邱子瀚/包宜鑫。同年11月，她与搭档張藝娜出战中國羽毛球首要超級賽，在女双準决赛以1比2（17-21、21-19、13-21）不敌赛会6号种子、日本强档的前田美順/末綱聰子。同年11月，她与搭档張藝娜出战澳門羽毛球黃金大獎賽，在女双决赛以2比0（21-18、21-16）击败了队友的崔惠仁/金昭映，赢得了今年首个国际冠军。同年12月，她分别与两位搭档張藝娜以及申白喆出战韓國羽毛球黃金大獎賽，在女双决赛以2比0（21-13、21-17）击败了赛会3号种子、后起之秀的李紹希/申昇瓚，助东道主再次实现了该项目三连霸状举；而混双决赛以2比1（11-21、21-18、25-23）击败了赛会头号种子、队友的柳延星/張藝娜，助东道主实现了该项目三连霸状举，同时也捍卫了自家门口的优势。

### 2013年 世锦赛双项错失夺冠
2013年2月， 嚴惠媛与搭档張藝娜出战德國羽毛球黃金大獎賽，在女双準决赛以0比2（8-21、14-21）不敌赛会5号种子、中国的马晋/汤金华。同年6月，她与搭档柳延星出战新加坡羽毛球超級賽，在混双决赛以0比2（12-21、12-21）不敌赛会3号种子、印尼强档的通托维·艾哈迈德/利利亚纳·纳西尔，赢得亚军。同年8月，她参加中国廣東省廣州市举办的世界羽毛球錦標賽，分别与張藝娜和申白喆出战女子雙打以及混合雙打。他与張藝娜以赛会8号种子在首圈轮空；在第二轮以2比0（21-12、21-8）轻取保加利亚强档的加夫列拉·斯托伊娃/斯蒂法尼·斯托伊娃；在第三轮以2比0（21-16、21-18）力克赛会14号种子、马来西亚强档的許嘉雯/溫可微；在八强以2比0（22-20、21-15）淘汰了赛会9号种子、印尼强档的P·Z·贝尔纳德特/R·A·普拉蒂普塔；在四强以2比0（21-16、21-19）击败了赛会5号种子、中国的田卿/赵芸蕾；在决赛奋战三局以1比2（14-21、21-18、8-21）不敌赛会头号种子、中国的王晓理/于洋，赢得世锦赛女双亚军，而混双方面，她与申白喆在首圈以2比0（21-10、21-16）轻取美国强档的周菲利浦/杰米·苏班迪；在第二轮以2比0（21-19、21-13）击败了赛会14号种子、新加坡强档的丹尼·巴瓦·克里斯南塔/梁语嫣；在第三轮以2比1（17-21、23-21、21-18）力克赛会4号种子、奥运季军的约金·费舍尔·尼尔森/克里斯汀娜·彼德森；在八强以2比0（21-9、21-15）横扫赛会6号种子、印尼强档的穆罕默德·雷扎/戴比·苏珊托；在四强以0比2（15-21、17-21）不敌赛会头号种子、中国的徐晨/马晋，最终与中国的张楠/赵芸蕾并列混双季军。同年9月，她与柳延星出战中華台北羽毛球黃金大獎賽，在混双决赛以1比2（20-22、21-12、16-21）不敌赛会3号种子、同胞的申白喆/張藝娜，赢得亚军。同期9月，她与柳延星出战中國羽毛球大師賽，在混双决赛以0比2（18-21、12-21）不敌赛会2号种子、中国的张楠/赵芸蕾，赢得亚军。

### 2014年 中羽赛夺亚
2014年11月，嚴惠媛与搭档柳延星出战韓國羽毛球大獎賽，在混双準决赛以0比2（20-22、18-21）不敌赛会5号种子、同胞的申白喆/張藝娜。同年11月，她与搭档柳延星出战中國羽毛球首要超級賽，在混双决赛以1比2（25-23、14-21、18-21）不敌赛会头号种子、中国的张楠/赵芸蕾，赢得亚军。

### 2015年 大獎賽及黃金大獎賽夺冠
2015年4月，嚴惠媛与搭档金德永出战大阪羽毛球國際挑戰賽，在混双决赛以2比1（21-17、16-21、21-17）击败了赛会6号种子、中国的刘雨辰/黄东萍，赢得國際挑戰賽混双冠军。同年9月，她与搭档催率圭出战泰國羽毛球黃金大獎賽，在混双决赛以2比1（21-19、17-21、21-16）击败了赛会3号种子、印尼强档的普拉文·乔丹/戴比·苏珊托，赢得黃金大獎賽混双冠军。同年11月，她与搭档催率圭出战韓國羽毛球大師賽，在混双準决赛以0比2（18-21、12-21）不敌赛会头号种子、同胞的高成炫/金荷娜。同期11月，她与搭档催率圭出战澳門羽毛球黃金大獎賽，在混双决赛以0比2（18-21、13-21）不敌赛会5号种子、队友的申白喆/蔡侑玎，赢得亚军。同年12月，她与搭档催率圭出战美國羽毛球大獎賽，在混双决赛以2比0（21-12、21-14）击败了赛会头号种子、德国强档的麦克·福克斯/比尔吉德·迈克斯，赢得国际大獎賽双打冠军，亦是她首个大獎賽混双冠军。同期12月，她与搭档催率圭出战德國羽毛球黃金大獎賽，在混双决赛以0比2（14-21、12-21）不敌赛会2号种子、马来西亚强档的陳炳順/吳柳螢，赢得亚军。

### 2016年 德国巡回赛四强
2016年3月，嚴惠媛与搭档催率圭出战德國羽毛球黃金大獎賽，在混双準决赛以1比2（21-18、13-21、17-21）不敌赛会头号种子、同胞的高成炫/金荷娜。

### 2018年 捍卫地主
2018年11月，嚴惠媛与搭档高成炫出战韓國羽毛球大師賽，在混双决赛以2比1（21-12、15-21、21-18）击败了队友的催率圭/申昇瓚，赢得超級300賽混双冠军，在家门口实现了该项目九连冠状举，值得一提的是从开赛至今未有任何其他国家组合夺冠，显示出该国在这个项目的强劲优势。

## 主要比賽成績
只列出曾進入準決賽的國際賽事成績：
| 年份   | 賽事                     | 公開賽級別 | 項目     | 拍檔           | 成績   |
| ------ | ------------------------ | ---------- | -------- | -------------- | ------ |
| 2008年 | 亚洲青年羽毛球錦標賽     | 其他       | 混合團體 | －             | 亞軍   |
| 2008年 | 亚洲青年羽毛球錦標賽     | 其他       | 混合雙打 | 金基正         | 银牌   |
| 2008年 | 世界青年羽毛球錦標賽     | 其他       | 混合團體 | －             | 亞軍   |
| 2008年 | 世界青年羽毛球錦標賽     | 其他       | 混合雙打 | 金基正         | 铜牌   |
| 2009年 | 韓國羽毛球國際挑戰賽     | 國際挑戰賽 | 女子雙打 | 金敏序         | 準決賽 |
| 2010年 | 加拿大羽毛球大獎賽       | 大獎賽     | 女子雙打 | 金荷娜         | 準決賽 |
| 2010年 | 韓國羽毛球大獎賽         | 大獎賽     | 女子雙打 | 金荷娜         | 亞軍   |
| 2010年 | 韓國羽毛球大獎賽         | 大獎賽     | 混合雙打 | Choi Young-woo | 亞軍   |
| 2011年 | 世界大學運動會羽毛球比賽 | 其他       | 女子雙打 | 张艺娜         | 金牌   |
| 2011年 | 世界大學運動會羽毛球比賽 | 其他       | 混合雙打 | 申白喆         | 金牌   |
| 2011年 | 中華台北羽毛球黃金大獎賽 | 黃金大獎賽 | 混合雙打 | 高成炫         | 冠軍   |
| 2011年 | 澳門羽毛球黃金大獎賽     | 黃金大獎賽 | 女子雙打 | 張藝娜         | 亞軍   |
| 2011年 | 韓國羽毛球黃金大獎賽     | 黃金大獎賽 | 女子雙打 | 張藝娜         | 冠軍   |
| 2011年 | 韓國羽毛球黃金大獎賽     | 黃金大獎賽 | 混合雙打 | 高成炫         | 準決賽 |
| 2012年 | 亞洲羽毛球錦標賽         | 其他       | 混合雙打 | 姜志旭         | 準決賽 |
| 2012年 | 印尼羽毛球首要超級賽     | 首要超級賽 | 混合雙打 | 高成炫         | 準決賽 |
| 2012年 | 印尼羽毛球黃金大獎賽     | 黃金大獎賽 | 女子雙打 | 張藝娜         | 亞軍   |
| 2012年 | 印尼羽毛球黃金大獎賽     | 黃金大獎賽 | 混合雙打 | 金沙朗         | 準決賽 |
| 2012年 | 法國羽毛球超級賽         | 超級賽     | 混合雙打 | 申白喆         | 準決賽 |
| 2012年 | 中國羽毛球首要超級賽     | 首要超級賽 | 女子雙打 | 張藝娜         | 準決賽 |
| 2012年 | 澳門羽毛球黃金大獎賽     | 黃金大獎賽 | 女子雙打 | 張藝娜         | 冠軍   |
| 2012年 | 韓國羽毛球黃金大獎賽     | 黃金大獎賽 | 女子雙打 | 張藝娜         | 冠軍   |
| 2012年 | 韓國羽毛球黃金大獎賽     | 黃金大獎賽 | 混合雙打 | 申白喆         | 冠軍   |
| 2013年 | 德國羽毛球黃金大獎賽     | 黃金大獎賽 | 女子雙打 | 張藝娜         | 準決賽 |
| 2013年 | 新加坡羽毛球超級賽       | 超級賽     | 混合雙打 | 柳延星         | 亞軍   |
| 2013年 | 世界羽毛球錦標賽         | 其他       | 女子雙打 | 張藝娜         | 亞軍   |
| 2013年 | 世界羽毛球錦標賽         | 其他       | 混合雙打 | 申白喆         | 準決賽 |
| 2013年 | 中華台北羽毛球黃金大獎賽 | 黃金大獎賽 | 混合雙打 | 柳延星         | 亞軍   |
| 2013年 | 中國羽毛球大師賽         | 黃金大獎賽 | 混合雙打 | 柳延星         | 亞軍   |
| 2014年 | 韓國羽毛球大獎賽         | 大獎賽     | 混合雙打 | 柳延星         | 準決賽 |
| 2014年 | 中國羽毛球首要超級賽     | 首要超級賽 | 混合雙打 | 柳延星         | 亞軍   |
| 2015年 | 大阪羽毛球國際挑戰賽     | 國際挑戰賽 | 混合雙打 | 金德永         | 冠軍   |
| 2015年 | 泰國羽毛球黃金大獎賽     | 黃金大獎賽 | 混合雙打 | 催率圭         | 冠軍   |
| 2015年 | 韓國羽毛球大師賽         | 大獎賽     | 混合雙打 | 催率圭         | 準決賽 |
| 2015年 | 澳門羽毛球黃金大獎賽     | 黃金大獎賽 | 混合雙打 | 催率圭         | 亞軍   |
| 2015年 | 美國羽毛球大獎賽         | 大獎賽     | 混合雙打 | 催率圭         | 冠軍   |
| 2015年 | 墨西哥城羽毛球大獎賽     | 大獎賽     | 混合雙打 | 催率圭         | 亞軍   |
| 2016年 | 德國羽毛球黃金大獎賽     | 黃金大獎賽 | 混合雙打 | 催率圭         | 準決賽 |
| 2018年 | 韓國羽毛球大師賽         | 超級300賽  | 混合雙打 | 高成炫         | 冠軍   |
| 2019年 | 加拿大羽毛球公開賽       | 超級100賽  | 混合雙打 | 高成炫         | 冠軍   |
| 2019年 | 秋田羽毛球大師賽         | 超級100賽  | 混合雙打 | 高成炫         | 冠軍   |
| 2019年 | 意大利羽毛球國際賽       | 國際挑戰賽 | 混合雙打 | 金沙朗         | 亞軍   |
| 2021年 | 印尼羽毛球大師賽         | 超級750賽  | 混合雙打 | 高成炫         | 準決賽 |
| 2021年 | 印尼羽毛球公開賽         | 超級1000賽 | 混合雙打 | 高成炫         | 準決賽 |
| 2022年 | 韓國羽毛球公開賽         | 超級500賽  | 女子雙打 | Kim Bo Ryeong  | 準決賽 |
| 2022年 | 韓國羽毛球公開賽         | 超級500賽  | 混合雙打 | 高成炫         | 亞軍   |
| 2022年 | 韓國羽毛球大師賽         | 超級300賽  | 女子雙打 | Kim Bo Ryeong  | 準決賽 |
| 2024年 | 韓國羽毛球大師賽         | 超級300賽  | 混合雙打 | 高成炫         | 準決賽 |
| 2025年 | 普吉府羽毛球國際系列賽   | 國際系列賽 | 混合雙打 | 金基正         | 準決賽 |

| 2007-2017年 | 首要超級賽 | 超級賽 | 黃金大獎賽 | 大獎賽 | 國際挑戰賽 | 國際系列賽 | 未來系列賽 | 其他 |

| 2018-2026年 | 總決賽 | 超級1000賽 | 超級750賽 | 超級500賽 | 超級300賽 | 超級100賽 | 國際挑戰賽 | 國際系列賽 | 未來系列賽 | 其他 |

### 奧運會和世錦賽參賽紀錄
|          | 搭檔   | 2013 |
| -------- | ------ | ---- |
| 女子雙打 | 張藝娜 | 亞軍 |
|          |        |      |
| 混合雙打 | 申白喆 | 季軍 |